# الکترت

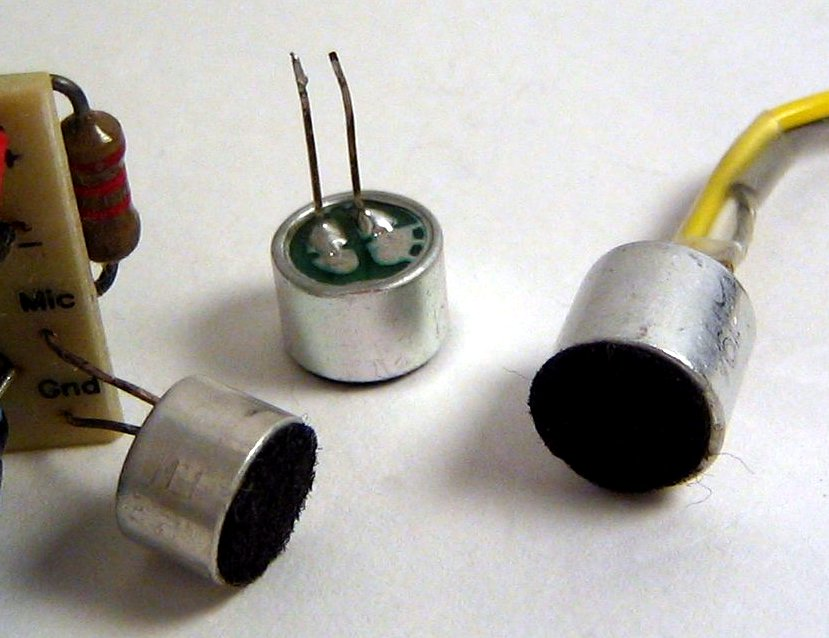
نمایی از طرح‌وساختار گونه‌ای «میکروفون خازنی الکترت»

الکترت (به انگلیسی: electret) یا الکترُبا (چمدان‌واژه‌ای است تشکیل‌شده از -الکت از ابتدای «electricity» به‌معنای برق ترکیب با ـِت- از انتهای واژه «magnet» به‌معنای آهنربا) یک مادهٔ دی‌الکتریک است؛ که بار الکتریکی شبه دائمی دارد. یک الکترت میدان‌های الکتریکی داخلی و خارجی تولید می‌کند و از لحاظ الکتروستاتیک معادل با یک آهنربا است. اگرچه الیور هویساید این اصطلاح را در ۱۸۸۵ ابداع کرد، اما موادی با ویژگی‌های الکترت از قبل برای دانشمندان شناخته شده‌بودند و از ابتدای دهه ۱۷۰۰ مورد مطالعه قرار گرفته بودند. الکتروکوچ یک نمونهٔ ویژه است، دستگاهی که شامل یک ورقه با ویژگی‌های الکترت و یک صفحهٔ فلزی جداکننده است. الکتروکوچ در ابتدا توسط یوهان کارل ویلکه در سوئد و دوباره توسط آلساندرو ولتا در ایتالیا ابداع شد.

## شباهت به آهنربا
الکترت‌ها مانند آهنرباها دوقطبی هستند. شباهت دیگر، میدان‌های تابشی هستند: آن‌ها یک میدان الکترواستاتیک در پیرامون خود (درمقابل یک میدان مغناطیسی) تولید می‌کنند. وقتی که یک آهنربا و الکترت در نزدیکی یکدیگر قرار می‌گیرند، یک پدیدهٔ نسبتاً غیرمعمول اتفاق می‌افتد: در حالت سکون، آن‌ها هیچ اثری بر روی یکدیگر ندارند. اما زمانی که الکترت نسبت به قطب مغناطیسی حرکت می‌کند، یک نیرویی حس می‌شود که عمود بر میدان مغناطیسی عمل می‌کند و الکترت را در امتداد یک مسیر ۹۰ درجه‌ای نسبت به جهت پیش‌بینی شده، به جلو هل می‌دهد.

## شباهت به خازن
بین الکترت و لایهٔ دی‌الکتریکی که در خازن‌ها استفاده می‌شود، شباهت وجود دارد. تفاوت این است که دی‌الکتریک‌ها در خازن‌ها فقط یک قطبش القایی ناپایدار دارند که به پتانسیل اعمال‌شده بر دی‌الکتریک بستگی دارد اما دی‌الکتریک‌ها با ویژگی‌های الکترتی، علاوه بر این از ذخیرهٔ شبه پایدار بار یا قطبش دوقطبی نیز برخورداند. همچنین برخی مواد از خود فروالکتریسیته نشان می‌دهند (یعنی آنها با یک قطبش پسماندی در برابر میدان‌های خارجی واکنش نشان می‌دهند). فروالکتریک‌ها می‌توانند قطبش را برای همیشه حفظ کنند زیرا آن‌ها در یک تعادل ترمودینامیکی قرار دارند بنابراین در خازن‌های فروالکتریک استفاده می‌شوند. گرچه الکترت‌ها دارای حالت نیمه پایدارند، اما آن‌ها از موادی با نشت کم ساخته شده‌اند که می‌توانند بار اضافه یا قطبش را برای سال‌ها حفظ کنند. میکروفون الکترتی یک نوع میکروفون خازنی است که نیاز به منبع تغذیه با استفاده از مادهٔ باردار همیشگی را حذف می‌کند.

## انواع الکترت
دو نوع الکترت وجود دارد:
- الکترت‌هایی با بار واقعی که شامل بار اضافی یک یا هر دو قطب هستند:
  - بر روی سطوح دی‌الکتریک (یک بار سطحی)
  - داخل حجم دی‌الکتریک (یک بار فضایی)
- الکترت‌های دوقطبی جهت‌دار که شامل دوقطبی‌های منظم (همسو) هستند. مواد فروالکتریک از این نوع هستند.

الکترت‌های بار فضایی سلولی با بارهای دوقطبی داخلی در حفره‌های ایجاد شده یک دستهٔ جدیدی از مواد الکترتی را ایجاد می‌کنند که از فروالکتریک‌ها تقلید می‌کنند؛ بنابراین فروالکترت نامیده می‌شوند. فروالکترت‌ها از خود پیزوالکتریسیتهٔ قوی قابل مقایسه با مواد سرامیکی پیزوالکتریکی نشان می‌دهند.

## مواد
مواد الکترت در طبیعت کاملاً متداول هستند. به عنوان مثال، سیلیکون دی‌اکسید، الکترت‌هایی هستند که به صورت طبیعی واقع می‌شوند. امروزه اکثر الکترت‌ها از پلیمرهای سنتزی مانند فلوئوروپلیمر، پلی پروپیلن، پلی اتیلن ترفتالات و غیره ساخته شده‌اند. الکترت‌های شارژ واقعی یا دارای بارهای اضافه مثبت یا منفی یا هر دو هستند؛ درحالی که الکترت‌های دوقطبی جهت‌دار، شامل دوقطبی‌های جهت‌دار هستند. میدان‌های الکتریکی داخلی یا خارجی شبه پایدار ایجادشده توسط الکترت‌ها، می‌توانند در کاربردهای مختلفی استفاده شوند.

## روش تولید
الکترت‌ها می‌توانند از طریق سردکردن یک ماده دی‌الکتریک مناسب درون یک میدان الکتریکی قوی پس از ذوب کردن آن، ایجاد شوند. این میدان حامل‌های بار را تغییر می‌دهد یا دوقطبی‌های درون ماده را در جهت میدان منظم می‌کند. در این فرآیند یک الکترت دو قطبی با قطبش شبه-دائمی تولید می‌شود. 
موادی که جهت تولید الکترت‌ها معمولاً استفاده می‌شوند، موم‌ها، پلیمرها یا رزین‌ها هستند. یکی از اولین دستورالعمل‌ها شامل ۴۵٪ موم کارنوبا، ۴۵٪ صمغ صنوبر سفید و ۱۰٪ موم سفید هستند، ذوب می‌شوند و با هم مخلوط می‌شوند و در حالت سردکردن در یک میدان الکتریکی استاتیک با شدت چندین کیلوولت بر سانتی‌متر نگه داشته می‌شوند. اثر ترمودی‌الکتریک به این فرایند مربوط می‌شود و برای اولین بار توسط محقق برزیلی جاکومو کاستا ریبری توصیف شد.

الکترت‌های مدرن نیز می‌توانند با قرارگیری انتقال بارهای اضافه به درون یک دی‌الکتریک با استفاده از شتاب‌دهنده ذرات یا تخلیه الکتریکی کرونا تولید شوند. بارهای اضافه درون یک الکترت به طورنمایی واپاشیده می‌شود. ثابت واپاشی تابعی از ثابت دی‌الکتریک نسبی ماده و مقاومت حجمی آن است. مواد با مقاومت ویژه بسیار بالا و رسانندگی کم مانند پلی تترافلوئورواتیلن (PTEF) ممکن است بارهای اضافه را برای صدها سال حفظ کند. اکثر الکترت‌های تجاری تولیدشده بر پایه فلئوروپلیمرها هستند (مانند تفلون آمورف) که به فیلم‌های نازک ماشین‌کاری شده‌اند.

## کاربرد
مواد الکترت، جذابیت فنی و تجاری پیدا کرده‌است. به عنوان مثال آن‌ها در میکروفون‌های الکترتی استفاده شده‌اند. آن‌ها همچنین در بعضی از انواع فیلترهای هوا برای جمع‌آوری الکترواستاتیک ذرات گرد و غبار، در محفظه‌های یونی الکترت برای اندازه‌گیری تابش یونیزه کننده یا رادن و در ارتعاش انرژی هاروستینگ استفاده شده‌اند.

### ثبت‌اختراع
- Nowlin, Thomas E. , and Curt R. Raschke, U.S. Patent ۴٬۲۹۱٬۲۴۵, "A process for making polymer electrets"

## مطالعه‌بیشتر
- Jefimenko, Oleg D. (2011). Electrostatic Motors: Their History, Types, and Principles of Operation (1st New Revised ed.). Integrity Research Institute. ISBN 978-1-935023-47-0.
- Jefimenko, Oleg D.; Walker, David K. (1980). "Electrets". Physics Teacher. 18 (9): 651–659. Bibcode:1980PhTea..18..651J. doi:10.1119/1.2340651.
- Walker, David K.; Jefimenko, Oleg D. (1973). "Volume charge distribution in carnauba wax electrets". Journal of Applied Physics. 44 (8): 3459. Bibcode:1973JAP....44.3459W. doi:10.1063/1.1662785.
- Adams, Charles K. (1987). Nature's Electricity. TAB Books. ISBN 978-0-8306-2769-1.
- Gross, Bernhard (1964). Charge storage in solid dielectrics; a bibliographical review on the electret and related effects. Elsevier.
- Barker, R.H. (1962). "Electrets". Journal of the IEE. 8 (93): 413-416. doi:10.1049/jiee-3.1962.0241.A discussion on polarization, thermoelectrets, photoelectrets and applications
- Sessler, Gerhard M., ed. (1998). Electrets (3rd ed.). Laplacian Press. ISBN 978-1-885540-07-2.